# 馬魯拉
馬魯拉（學名：Sclerocarya birrea），又名非洲漆樹，是漆樹科象李屬的物種。本物種以常綠喬木仔或灌木的形式存在。

## 分佈
本物種原產非洲南部，分佈於撒哈拉以南非洲及馬達加斯加。

## 用途
其果實為馬魯拉果，可用於提煉精油，有保濕功效，可用於護膚品製作。

## 外部連結
- 非洲黄栌树[永久] 中国树苗网